# Bob-Weltcup 2013/14
Der Bob-Weltcup 2013/14 begann am 24. November 2013 in Calgary und endete am 26. Januar 2014 in Königssee. Der Weltcup umfasste sieben Stationen in Europa und Nordamerika und wurde parallel zum Skeleton-Weltcup 2013/14 ausgetragen. Veranstaltet wurde die Rennserie von der Fédération Internationale de Bobsleigh et de Tobogganing (FIBT). Einer der Höhepunkten der Saison waren die XXII. Olympischen Winterspiele vom 7. bis 23. Februar 2014 im russischen Sotschi. Als letzten Test vor den Olympischen Spielen 2014 fanden die Europameisterschaften vom 21. bis zum 26. Januar 2014 in Königssee statt, die parallel zum Weltcup ausgetragen wurden.
Als Unterbau zum Weltcup fungieren der Europacup und der America’s-Cup. Die Ergebnisse aller Rennserien fließen in das FIBT Bob-Ranking 2013/14 ein.

## Weltcupkalender
| #  | Datum                        | Land               | Ort            | Wettkampfstätte                         | 2er F | 2er M | 4er |
| -- | ---------------------------- | ------------------ | -------------- | --------------------------------------- | ----- | ----- | --- |
| 1  | 30. November 2013            | Kanada             | Calgary        | Calgary’s WinSport Bobsleigh/Luge Track | ●     | ●     | ●   |
| 2  | 6.–7. Dezember 2013          | Vereinigte Staaten | Park City      | Utah Olympic Park Track                 | ●●    | ●     | ●   |
| 3  | 13.–15. Dezember 2013        | Vereinigte Staaten | Lake Placid    | Olympia-Bobbahn Mount Van Hoevenberg    | ●     | ●●    | ●   |
| 4  | 3.–5. Januar 2014            | Deutschland        | Winterberg     | Bobbahn Winterberg Hochsauerland        | ●     | ●     | ●●  |
| 5  | 11.–12. Januar 2014          | Schweiz            | St. Moritz     | Olympia Bob Run St. Moritz–Celerina     | ●     | ●     | ●   |
| 6  | 18. Januar – 19. Januar 2014 | Österreich         | Innsbruck-Igls | Olympia Eiskanal Innsbruck-Igls         | ●     | ●     | ●   |
| 7  | 25.–26. Januar 2014          | Deutschland        | Königssee 1    | Kunsteisbahn Königssee                  | ●     | ●     | ●   |
| OG | 7.–23. Februar 2014          | Russland           | Sotschi        | Sliding Center Sanki                    | ●     | ●     | ●   |

## Einzelergebnisse der Weltcupsaison 2013/14
| 1. Weltcup in Calgary, 30. November 2013 | 1. Weltcup in Calgary, 30. November 2013                                           | 1. Weltcup in Calgary, 30. November 2013 | 1. Weltcup in Calgary, 30. November 2013 | 1. Weltcup in Calgary, 30. November 2013 |
| ---------------------------------------- | ---------------------------------------------------------------------------------- | --- | ---------------------------------------- | ---------------------------------------- |
| Disziplin                                | Erster Platz                                                                       | Zweiter Platz | Dritter Platz                            |                                          |
| Zweierbob Damen                          | Kaillie Humphries Heather Moyse                                                    | Elana Meyers Aja Evans | Jamie Greubel Katie Eberling             |                                          |
| Zweierbob Herren                         | Steven Holcomb Steven Langton                                                      | Beat Hefti Alex Baumann | Chris Spring Jesse Lumsden               |                                          |
| Viererbob Herren                         | Vereinigte StaatenSteven Holcomb Curtis Tomasevicz Steven Langton Christopher Fogt | DeutschlandMaximilian Arndt Marko Hübenbecker Alexander Rödiger Martin Putze RusslandAlexander Subkow Alexei Negodailo Dmitri Trunenkow Maxim Mokroussow | –                                        |                                          |

| 2. Weltcup in Park City, 6. Dezember 2013 – 7. Dezember 2013 | 2. Weltcup in Park City, 6. Dezember 2013 – 7. Dezember 2013                       | 2. Weltcup in Park City, 6. Dezember 2013 – 7. Dezember 2013                 | 2. Weltcup in Park City, 6. Dezember 2013 – 7. Dezember 2013                | 2. Weltcup in Park City, 6. Dezember 2013 – 7. Dezember 2013 |
| ------------------------------------------------------------ | ---------------------------------------------------------------------------------- | ---------------------------------------------------------------------------- | --------------------------------------------------------------------------- | ------------------------------------------------------------ |
| Disziplin                                                    | Erster Platz                                                                       | Zweiter Platz                                                                | Dritter Platz                                                               |                                                              |
| Zweierbob Damen (1)                                          | Elana Meyers Aja Evans                                                             | Kaillie Humphries Heather Moyse                                              | Jamie Greubel Katie Eberling                                                |                                                              |
| Zweierbob Damen (2)                                          | Elana Meyers Aja Evans                                                             | Jamie Greubel LoLo Jones Jazmine Fenlator Lauryn Williams                    | –                                                                           |                                                              |
| Zweierbob Herren                                             | Steven Holcomb Christopher Fogt                                                    | Nick Cunningham Dallas Robinson                                              | Francesco Friedrich Jannis Bäcker                                           |                                                              |
| Viererbob Herren                                             | Vereinigte StaatenSteven Holcomb Curtis Tomasevicz Steven Langton Christopher Fogt | DeutschlandMaximilian Arndt Marko Hübenbecker Alexander Rödiger Martin Putze | RusslandAlexander Kasjanow Philipp Jegorow Maxim Belugin Alexei Puschkarjow |                                                              |

| 3. Weltcup in Lake Placid, 13. Dezember 2013–15. Dezember 2013 | 3. Weltcup in Lake Placid, 13. Dezember 2013–15. Dezember 2013                     | 3. Weltcup in Lake Placid, 13. Dezember 2013–15. Dezember 2013            | 3. Weltcup in Lake Placid, 13. Dezember 2013–15. Dezember 2013         | 3. Weltcup in Lake Placid, 13. Dezember 2013–15. Dezember 2013 |
| -------------------------------------------------------------- | ---------------------------------------------------------------------------------- | ------------------------------------------------------------------------- | ---------------------------------------------------------------------- | -------------------------------------------------------------- |
| Disziplin                                                      | Erster Platz                                                                       | Zweiter Platz                                                             | Dritter Platz                                                          |                                                                |
| Zweierbob Damen                                                | Kaillie Humphries Heather Moyse                                                    | Elana Meyers Lauryn Williams                                              | Jamie Greubel Katie Eberling                                           |                                                                |
| Zweierbob Herren (1)                                           | Steven Holcomb Steven Langton                                                      | Beat Hefti Alex Baumann                                                   | Nick Cunningham Dallas Robinson                                        |                                                                |
| Zweierbob Herren (2)                                           | Steven Holcomb Christopher Fogt                                                    | Nick Cunningham Johnny Quinn                                              | Cory Butner Charles Berkeley                                           |                                                                |
| Viererbob Herren                                               | Vereinigte StaatenSteven Holcomb Curtis Tomasevicz Steven Langton Christopher Fogt | Vereinigtes KönigreichJohn Jackson Stuart Benson Bruce Tasker Joel Fearon | DeutschlandThomas Florschütz Ronny Listner Kevin Kuske Christian Poser |                                                                |

| 4. Weltcup in Winterberg, 3. Januar 2014–5. Januar 2014 | 4. Weltcup in Winterberg, 3. Januar 2014–5. Januar 2014                      | 4. Weltcup in Winterberg, 3. Januar 2014–5. Januar 2014                      | 4. Weltcup in Winterberg, 3. Januar 2014–5. Januar 2014                       | 4. Weltcup in Winterberg, 3. Januar 2014–5. Januar 2014 |
| ------------------------------------------------------- | ---------------------------------------------------------------------------- | ---------------------------------------------------------------------------- | ----------------------------------------------------------------------------- | ------------------------------------------------------- |
| Disziplin                                               | Erster Platz                                                                 | Zweiter Platz                                                                | Dritter Platz                                                                 |                                                         |
| Zweierbob Damen                                         | Sandra Kiriasis Franziska Fritz                                              | Elana Meyers LoLo Jones                                                      | Anja Schneiderheinze Stephanie Schneider                                      |                                                         |
| Zweierbob Herren                                        | Beat Hefti Alex Baumann                                                      | Alexander Subkow Alexei Wojewoda                                             | Cory Butner Charles Berkeley                                                  |                                                         |
| Viererbob Herren (1)                                    | DeutschlandMaximilian Arndt Marko Hübenbecker Alexander Rödiger Martin Putze | DeutschlandFrancesco Friedrich Jannis Bäcker Gregor Bermbach Thorsten Margis | RusslandAlexander Subkow Alexei Negodailo Dmitri Trunenkow Alexei Puschkarjow |                                                         |
| Viererbob Herren (2)                                    | DeutschlandMaximilian Arndt Marko Hübenbecker Alexander Rödiger Martin Putze | DeutschlandFrancesco Friedrich Jannis Bäcker Gregor Bermbach Thorsten Margis | DeutschlandThomas Florschütz Joshua Bluhm Kevin Kuske Christian Poser         |                                                         |

| 5. Weltcup in St. Moritz, 11. Januar 2014–12. Januar 2014 | 5. Weltcup in St. Moritz, 11. Januar 2014–12. Januar 2014                | 5. Weltcup in St. Moritz, 11. Januar 2014–12. Januar 2014                     | 5. Weltcup in St. Moritz, 11. Januar 2014–12. Januar 2014                    | 5. Weltcup in St. Moritz, 11. Januar 2014–12. Januar 2014 |
| --------------------------------------------------------- | ------------------------------------------------------------------------ | ----------------------------------------------------------------------------- | ---------------------------------------------------------------------------- | --------------------------------------------------------- |
| Disziplin                                                 | Erster Platz                                                             | Zweiter Platz                                                                 | Dritter Platz                                                                |                                                           |
| Zweierbob Damen                                           | Kaillie Humphries Heather Moyse                                          | Cathleen Martini Christin Senkel                                              | Fabienne Meyer Tanja Mayer                                                   |                                                           |
| Zweierbob Herren                                          | Beat Hefti Alex Baumann                                                  | Alexander Subkow Alexei Wojewoda                                              | Francesco Friedrich Jannis Bäcker                                            |                                                           |
| Viererbob Herren                                          | LettlandOskars Melbārdis Daumants Dreiškens Arvis Vilkaste Jānis Strenga | RusslandAlexander Subkow Alexei Negodailo Dmitri Trunenkow Alexei Puschkarjow | DeutschlandMaximilian Arndt Marko Hübenbecker Alexander Rödiger Martin Putze |                                                           |

| 6. Weltcup in Igls, 18. Januar 2014–19. Januar 2014 | 6. Weltcup in Igls, 18. Januar 2014–19. Januar 2014                      | 6. Weltcup in Igls, 18. Januar 2014–19. Januar 2014                                | 6. Weltcup in Igls, 18. Januar 2014–19. Januar 2014                   | 6. Weltcup in Igls, 18. Januar 2014–19. Januar 2014 |
| --------------------------------------------------- | ------------------------------------------------------------------------ | ---------------------------------------------------------------------------------- | --------------------------------------------------------------------- | --------------------------------------------------- |
| Disziplin                                           | Erster Platz                                                             | Zweiter Platz                                                                      | Dritter Platz                                                         |                                                     |
| Zweierbob Damen                                     | Jamie Greubel Lauryn Williams                                            | Elana Meyers Aja Evans                                                             | Anja Schneiderheinze Stephanie Schneider                              |                                                     |
| Zweierbob Herren                                    | Steven Holcomb Steven Langton                                            | Beat Hefti Thomas Amrhein                                                          | Alexander Subkow Dmitri Trunenkow                                     |                                                     |
| Viererbob Herren                                    | LettlandOskars Melbārdis Daumants Dreiškens Arvis Vilkaste Jānis Strenga | Vereinigte StaatenSteven Holcomb Curtis Tomasevicz Steven Langton Christopher Fogt | DeutschlandThomas Florschütz Joshua Bluhm Kevin Kuske Christian Poser |                                                     |

| 7. Weltcup und Europameisterschaft in Königssee, 25. Januar–26. Januar 2014 | 7. Weltcup und Europameisterschaft in Königssee, 25. Januar–26. Januar 2014        | 7. Weltcup und Europameisterschaft in Königssee, 25. Januar–26. Januar 2014 | 7. Weltcup und Europameisterschaft in Königssee, 25. Januar–26. Januar 2014 | 7. Weltcup und Europameisterschaft in Königssee, 25. Januar–26. Januar 2014 |
| --------------------------------------------------------------------------- | ---------------------------------------------------------------------------------- | --------------------------------------------------------------------------- | --------------------------------------------------------------------------- | --------------------------------------------------------------------------- |
| Disziplin                                                                   | Erster Platz                                                                       | Zweiter Platz                                                               | Dritter Platz                                                               |                                                                             |
| Zweierbob Damen                                                             | Fabienne Meyer Tanja Mayer                                                         | Elana Meyers Aja Evans                                                      | Kaillie Humphries Heather Moyse                                             |                                                                             |
| Zweierbob Herren                                                            | Justin Kripps Bryan Barnett                                                        | Beat Hefti Alex Baumann                                                     | Lyndon Rush Lascelles Brown                                                 |                                                                             |
| Viererbob Herren                                                            | Vereinigte StaatenSteven Holcomb Curtis Tomasevicz Steven Langton Christopher Fogt | SchweizBeat Hefti Alex Baumann Jürg Egger Thomas Amrhein                    | KanadaLyndon Rush Lascelles Brown David Bissett Neville Wright              |                                                                             |

## Gesamtstand und erreichte Platzierungen im Zweierbob der Frauen
Endstand nach 8 Rennen 
| Rang | Pilotin                    | CAL | PAR 1 | PAR 2 | LPC | WIB | STM | IGL | KÖN | Punkte |
| ---- | -------------------------- | --- | ----- | ----- | --- | --- | --- | --- | --- | ------ |
| 01   | Kaillie Humphries          | 01  | 02    | 07    | 01  | 05  | 01  | 04  | 03  | 1629   |
| 02   | Elana Meyers               | 02  | 01    | 01    | 02  | 02  | 12  | 02  | 02  | 1628   |
| 03   | Jamie Greubel              | 03  | 03    | 02    | 03  | 04  | 04  | 01  | 10  | 1563   |
| 04   | Sandra Kiriasis            | 06  | 13    | 04    | 06  | 01  | 06  | 05  | 04  | 1441   |
| 05   | Cathleen Martini           | 04  | 05    | 05    | 05  | 12  | 02  | 10  | 07  | 1394   |
| 06   | Anja Schneiderheinze       | 05  | 11    | 13    | 10  | 03  | 05  | 03  | 13  | 1288   |
| 07   | Jazmine Fenlator           | 15  | 04    | 02    | 04  | 09  | 17  | 07  | 08  | 1266   |
| 08   | Fabienne Meyer             | 12  | 09    | 10    | 11  | 10  | 03  | 11  | 01  | 1265   |
| 09   | Esme Kamphuis              | 15  | 07    | 09    | 08  | 07  | 11  | 08  | 05  | 1232   |
| 10   | Elfje Willemsen            | 10  | 12    | 10    | 07  | 06  | 07  | 12  | 06  | 1232   |
| 11.  | Caroline Spahni            | 07  | 06    | 12    | 09  | 08  | 14  | 09  | 09  | 1200   |
| 12.  | Paula Walker               | 10  | 08    | 08    | 13  | 13  | 08  | 14  | 11  | 1112   |
| 13.  | Olga Stulneva              | 08  | 09    | 06    | 12  | 11  | 10  | 06  | –   | 1072   |
| 14.  | Jennifer Ciochetti         | 09  | 15    | 14    | 14  | 14  | 09  | 15  | 12  | 0976   |
| 15.  | Christina Baumann-Hengster | 12  | 16    | 16    | 16  | 15  | 15  | 16  | 15  | 0824   |
| 16.  | Astrid Radjenovic          | 17  | 14    | 17    | 15  | 20  | 12  | 13  | 14  | 0820   |
| 17.  | Anastasia Tambovtseva      | 14  | 17    | 15    | 17  | 16  | 16  | –   | –   | 0584   |
| 18.  | Victoria Olaoye            | –   | 18    | 19    | 19  | 17  | –   | –   | –   | 0316   |
| 19.  | Mica McNeill               | –   | 19    | 18    | 18  | 22  | –   | –   | –   | 0290   |
| 20.  | Maria Adela Constantin     | –   | –     | –     | –   | 19  | 18  | 18  | –   | 0234   |
| 21.  | An Vannieuwenhuyse         | –   | –     | –     | –   | 18  | –   | 19  | –   | 0154   |
| 22.  | Sunok Kim                  | –   | 20    | 20    | DNF | –   | –   | –   | –   | 0136   |
| 23.  | Nadeschda Sergejewa        | –   | –     | –     | –   | –   | –   | 17  | –   | 0088   |
| 24.  | Serena Capponcelli         | –   | –     | –     | –   | 21  | –   | –   | –   | 0062   |

## Gesamtstand und erreichte Platzierungen im Zweierbob der Herren
Endstand nach 8 Rennen 
| Rang | Pilot               | Land                   | CAL | PAC | LAK 1 | LAK 2 | WIB | STM | IGL | KÖN | Punkte |
| ---- | ------------------- | ---------------------- | --- | --- | ----- | ----- | --- | --- | --- | --- | ------ |
| 01   | Steven Holcomb      | Vereinigte Staaten     | 1   | 1   | 1     | 1     | 7   | 5   | 1   | 7   | 1645   |
| 02   | Beat Hefti          | Schweiz                | 2   | 5   | 2     | 11    | 1   | 1   | 2   | 2   | 1610   |
| 03   | Francesco Friedrich | Deutschland            | 6   | 3   | 7     | 9     | 5   | 3   | 4   | 12  | 1400   |
| 04   | Cory Butner         | Vereinigte Staaten     | 9   | 4   | 4     | 3     | 3   | 15  | 9   | 4   | 1384   |
| 05   | Alexander Subkow    | Russland               | 4   | 9   | 5     | 5     | 2   | 2   | 3   | −   | 1332   |
| 06   | Nick Cunningham     | Vereinigte Staaten     | 10  | 2   | 3     | 2     | 12  | 11  | 15  | 6   | 1308   |
| 07   | Lyndon Rush         | Kanada                 | 8   | 6   | 9     | 13    | 6   | 4   | 12  | 3   | 1304   |
| 08   | Thomas Florschütz   | Deutschland            | 12  | 13  | 6     | 4     | 4   | 9   | 6   | 9   | 1288   |
| 09   | Chris Spring        | Kanada                 | 3   | 12  | 12    | 6     | 9   | 6   | 9   | 8   | 1272   |
| 10   | Justin Kripps       | Kanada                 | 13  | 8   | 8     | 8     | 11  | 16  | 5   | 1   | 1241   |
| 11   | Maximilian Arndt    | Deutschland            | 11  | 10  | 11    | 7     | 13  | 7   | 17  | 10  | 1104   |
| 12   | Oskars Melbārdis    | Lettland               | 5   | 6   | 10    | 10    | 10  | 13  | 7   | DSQ | 1080   |
| 13   | Simone Bertazzo     | Italien                | 13  | 16  | 16    | 15    | 15  | 14  | 14  | 14  | 856    |
| 14   | Alexander Kasjanow  | Russland               | 7   | 10  | 13    | 16    | 17  | 9   | 19  | –   | 842    |
| 15   | Oskars Ķibermanis   | Lettland               | 16  | 15  | DNS   | DNS   | 8   | 8   | 8   | 11  | 816    |
| 16   | Edwin van Calker    | Niederlande            | 18  | 22  | 17    | 14    | 21  | 20  | 16  | 13  | 682    |
| 17   | Ivo de Bruin        | Niederlande            | 17  | 18  | 18    | 12    | 18  | 23  | 24  | 18  | 631    |
| 18   | Rico Peter          | Schweiz                | –   | –   | –     | –     | 16  | 12  | 11  | 5   | 544    |
| 19   | Loic Costerg        | Frankreich             | –   | 14  | 20    | DNS   | 14  | 18  | 18  | 17  | 540    |
| 20   | Nicolae Istrate     | Rumänien               | –   | 17  | 18    | 21    | 20  | 17  | DNS | 16  | 482    |
| 21   | John Jackson        | Vereinigtes Königreich | 21  | 24  | 21    | 20    | 27  | 21  | 21  | 19  | 467    |
| 22   | Jan Vrba            | Tschechien             | 20  | 23  | 27    | 24    | 24  | 22  | 20  | 21  | 426    |
| 23   | Dawid Kupczyk       | Polen                  | 22  | 25  | 22    | 22    | 23  | –   | –   | 15  | 362    |
| 24   | Gregor Baumann      | Schweiz                | 15  | 21  | 14    | DSQ   | –   | –   | –   | –   | 278    |
| 25   | Won Yun-jong        | Südkorea               | –   | 19  | 15    | 17    | –   | –   | –   | –   | 266    |
| 26   | Heath Spence        | Australien             | –   | –   | 25    | 23    | –   | –   | 23  | 23  | 190    |
| 27   | Nikita Sacharow     | Russland               | 19  | 20  | 24    | DNS   | –   | –   | –   | –   | 187    |
| 28   | Benjamin Maier      | Österreich             | –   | –   | –     | –     | 21  | –   | 13  | –   | 182    |
| 29   | Hiroshi Suzuki      | Japan                  | –   | –   | –     | 23    | 19  | –   | –   | –   | 124    |
| 30   | Lukas Gschnitzer    | Italien                | –   | –   | –     | –     | –   | –   | 22  | 22  | 112    |
| 31   | Lamin Deen          | Vereinigtes Königreich | –   | –   | 26    | 25    | 26  | –   | –   | –   | 112    |
| 32   | Kim Dong-hyun       | Südkorea               | –   | –   | DSQ   | 18    | –   | –   | –   | –   | 80     |
| 33   | Alexei Stulnew      | Russland               | –   | –   | –     | –     | –   | 19  | –   | –   | 74     |
| 34   | Evgenii Pashkov     | Russland               | –   | –   | –     | –     | 19  | –   | DNS | –   | 74     |
| 35   | Alexey Gorlachev    | Russland               | –   | –   | –     | –     | –   | –   | –   | 20  | 68     |
| 36   | Patrick Baumgartner | Italien                | –   | –   | –     | –     | 24  | –   | –   | –   | 45     |

## Gesamtstand und erreichte Platzierungen im Viererbob der Herren
Endstand nach 8 Rennen 
| Rang | Pilot               | Land                   | CAL | PAC | LAK | WIB 1 | WIB 2 | STM | IGL | KÖN | Punkte |
| ---- | ------------------- | ---------------------- | --- | --- | --- | ----- | ----- | --- | --- | --- | ------ |
| 01   | Maximilian Arndt    | Deutschland            | 2   | 2   | 7   | 1     | 1     | 3   | 6   | 8   | 1574   |
| 02   | Steven Holcomb      | Vereinigte Staaten     | 1   | 1   | 1   | 20    | 7     | 7   | 2   | 1   | 1514   |
| 03   | Thomas Florschütz   | Deutschland            | 5   | 17  | 3   | 4     | 3     | 5   | 3   | 9   | 1400   |
| 04   | Chris Spring        | Kanada                 | 4   | 7   | 4   | 7     | 5     | 4   | 6   | 12  | 1400   |
| 05   | Alexander Subkow    | Russland               | 2   | 5   | 11  | 3     | 4     | 2   | 8   | −   | 1292   |
| 06   | Oskars Melbārdis    | Lettland               | 0   | 4   | 5   | 6     | 23    | 1   | 1   | 6   | 1228   |
| 07   | Francesco Friedrich | Deutschland            | 13  | 15  | 14  | 2     | 2     | 11  | 9   | 5   | 1228   |
| 08   | Alexander Kasjanow  | Russland               | 8   | 3   | 6   | 11    | 10    | 8   | 5   | –   | 1160   |
| 09   | Lyndon Rush         | Kanada                 | 6   | 11  | 21  | 8     | 9     | 9   | 13  | 3   | 1158   |
| 10   | Justin Kripps       | Kanada                 | 9   | 9   | 9   | 8     | 11    | 12  | 12  | 11  | 1144   |
| 11   | Beat Hefti          | Schweiz                | 13  | 12  | –   | 5     | 6     | 6   | 14  | 2   | 1106   |
| 12   | John Jackson        | Vereinigtes Königreich | 17  | 8   | 2   | 15    | 14    | 10  | 20  | 4   | 1078   |
| 13   | Edwin van Calker    | Niederlande            | 10  | 10  | 8   | 17    | 20    | 16  | 15  | 7   | 972    |
| 14   | Oskars Ķibermanis   | Lettland               | 7   | 6   | –   | 14    | 12    | 18  | 9   | 15  | 920    |
| 15   | Nick Cunningham     | Vereinigte Staaten     | 12  | 15  | 17  | 12    | 16    | DSQ | 4   | 10  | 880    |
| 16   | Simone Bertazzo     | Italien                | 11  | 19  | 16  | 12    | 17    | 13  | 16  | 13  | 858    |
| 17   | Nikita Sacharow     | Russland               | 16  | 18  | 10  | 10    | 8     | 15  | 17  | –   | 816    |
| 18   | Jan Vrba            | Tschechien             | 19  | 14  | 13  | 18    | 18    | 14  | 19  | 17  | 740    |
| 19   | Gregor Baumann      | Schweiz                | 18  | 21  | 12  | 16    | 15    | 16  | 21  | 16  | 724    |
| 20   | Cory Butner         | Vereinigte Staaten     | 15  | 13  | 15  | 25    | 13    | –   | 18  | –   | 568    |
| 21   | Nicolae Istrate     | Rumänien               | 20  | 23  | 23  | 21    | 21    | 19  | 24  | 21  | 473    |
| 22   | Loic Costerg        | Frankreich             | –   | 20  | 20  | 22    | 22    | 20  | 23  | 20  | 434    |
| 23   | Dawid Kupczyk       | Polen                  | 21  | 24  | 18  | 24    | –     | –   | –   | 19  | 306    |
| 24   | Lamin Deen          | Vereinigtes Königreich | –   | –   | –   | 19    | 19    | –   | 11  | –   | 284    |
| 25   | Heath Spence        | Australien             | –   | –   | 22  | –     | –     | –   | 25  | 22  | 152    |
| 26   | Alexey Gorlachev    | Russland               | –   | –   | –   | –     | –     | –   | –   | 14  | 112    |
| 27   | Won Yun-jong        | Südkorea               | –   | 22  | 24  | –     | –     | –   | –   | –   | 101    |
| 28   | Patrick Baumgartner | Italien                | –   | –   | –   | 23    | 24    | –   | –   | –   | 95     |
| 29   | Lukas Gschnitzer    | Italien                | –   | –   | –   | –     | –     | –   | –   | 18  | 80     |
| 30   | Hiroshi Suzuki      | Japan                  | –   | –   | 19  | –     | –     | –   | –   | –   | 74     |
| 31   | Benjamin Maier      | Österreich             | –   | –   | –   | –     | –     | –   | 22  | –   | 56     |
| 32   | Kim Dong-hyun       | Südkorea               | –   | –   | 25  | –     | –     | –   | –   | –   | 40     |

## Gesamtstand Kombination der Männer
Für die Wertung der Kombination werden die Punkte aus den Ergebnissen des Zweier- und Viererbobs addiert.
| Rang | Pilot               | 2er  | 4er  | Gesamtpunkte |
| ---- | ------------------- | ---- | ---- | ------------ |
| 01   | Steven Holcomb      | 1645 | 1514 | 3159         |
| 02   | Beat Hefti          | 1610 | 1106 | 2716         |
| 03   | Thomas Florschütz   | 1288 | 1400 | 2688         |
| 04   | Deutschland         | 1104 | 1574 | 2678         |
| 05   | Christopher Spring  | 1272 | 1400 | 2672         |
| 06   | Francesco Friedrich | 1400 | 1228 | 2628         |
| 07   | Alexander Subkow    | 1332 | 1292 | 2624         |
| 08   | Lyndon Rush         | 1304 | 1158 | 2462         |
| 09   | Justin Kripps       | 1241 | 1144 | 2385         |
| 10   | Oskars Melbardis    | 1080 | 1228 | 2308         |
| 11   | Nick Cunningham     | 1308 | 0880 | 2188         |
| 12   | Alexander Kasjanow  | 0842 | 1160 | 2002         |
| 13   | Cory Butner         | 1384 | 0568 | 1952         |
| 14   | Oskars Ķibermanis   | 0816 | 0920 | 1736         |
| 15   | Simone Bertazzo     | 0856 | 0858 | 1714         |
| 16   | Edwin van Calker    | 0482 | 0972 | 1654         |
| 17   | John Jackson        | 0467 | 1078 | 1545         |
| 18   | Jan Vrba            | 0426 | 0740 | 1166         |
| 19   | Nikita Sacharow     | 0187 | 0816 | 1003         |
| 20   | Gregor Baumann      | 0278 | 0724 | 1002         |
| 21   | Loic Costerg        | 0540 | 0434 | 0974         |
| 22   | Nicolae Istrate     | 0482 | 0473 | 0955         |
| 23   | Dawid Kupczyk       | 0362 | 0306 | 0668         |
| 24   | Lamin Deen          | 0112 | 0284 | 0396         |
| 25   | Won Yun-jong        | 0266 | 0101 | 0367         |
| 26   | Heath Spence        | 0190 | 0152 | 0342         |
| 27   | Benjamin Maier      | 0182 | 0056 | 0238         |
| 28   | Hiroshi Suzuki      | 0124 | 0074 | 0198         |
| 29   | Lukas Gschnitzer    | 0112 | 0080 | 0192         |
| 30   | Alexey Gorlachev    | 0068 | 0112 | 0180         |
| 31   | Patrick Baumgartner | 0045 | 0095 | 0140         |
| 32   | Kim Dong-hyun       | 0080 | 0040 | 0120         |